# Этюд (фотоаппарат)
«Этюд» — среднеформатная бокс-камера, выпускавшаяся в СССР объединением БелОМО.

## Технические характеристики
- Объектив — однолинзовый пластмассовый 9/75 мм (11/60[2] мм), установленный на гиперфокальное расстояние.
- Размер кадра — 4,5×6 см.
- Диапазон резкости — от 3,5 м до бесконечности (от 4,2 м до бесконечности при диафрагме 11, от 2 м до бесконечности при диафрагме 22)[2].
- Синхроконтакт «Х» присутствует на фотоаппарате «Этюд-С».
- Фотоматериал — 60-мм фотоплёнка типа 120 на катушках (16 кадров).
- Отсчёт кадров по цифрам на ракорде фотоплёнки. На задней стенке камеры расположено окно с красным светофильтром для контроля за перемоткой плёнки.
- Размеры — 65×90×130 мм.

Розничная цена — 7 рублей.

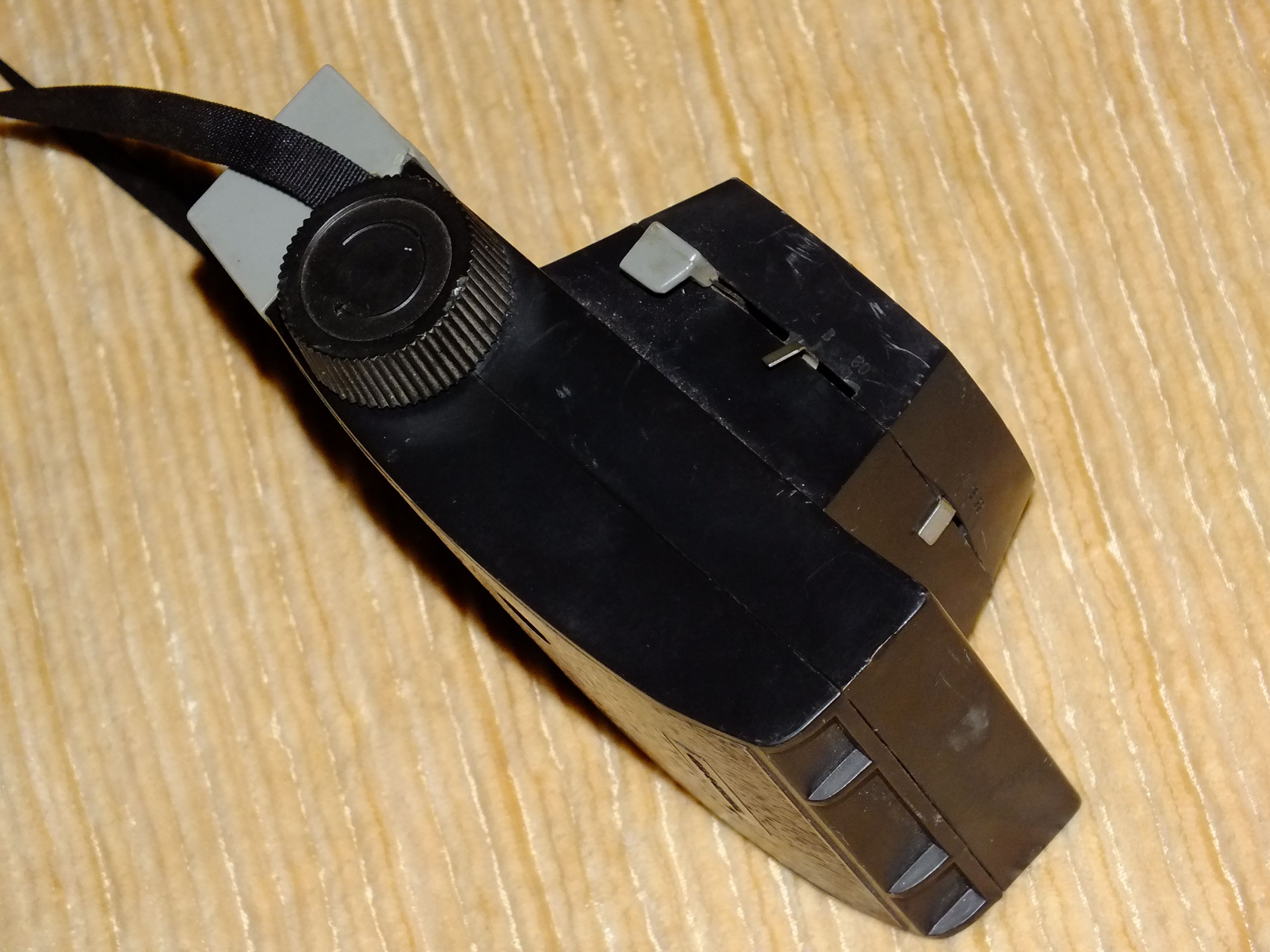
На оправе объектива клавиши спуска затвора, переключения выдержки и диафрагмы.
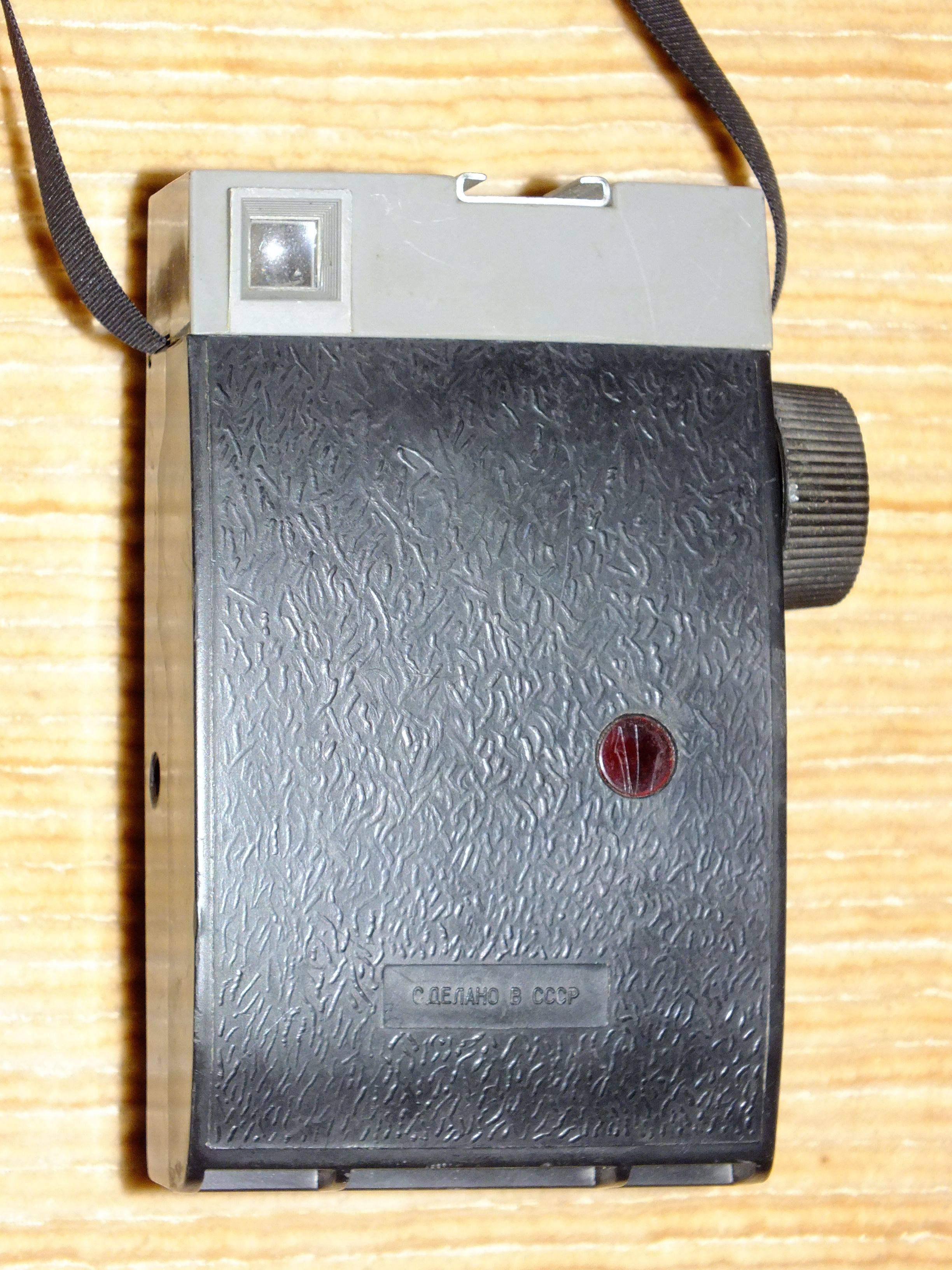
На задней стенке — окно с красным светофильтром для контроля за перемоткой плёнки.
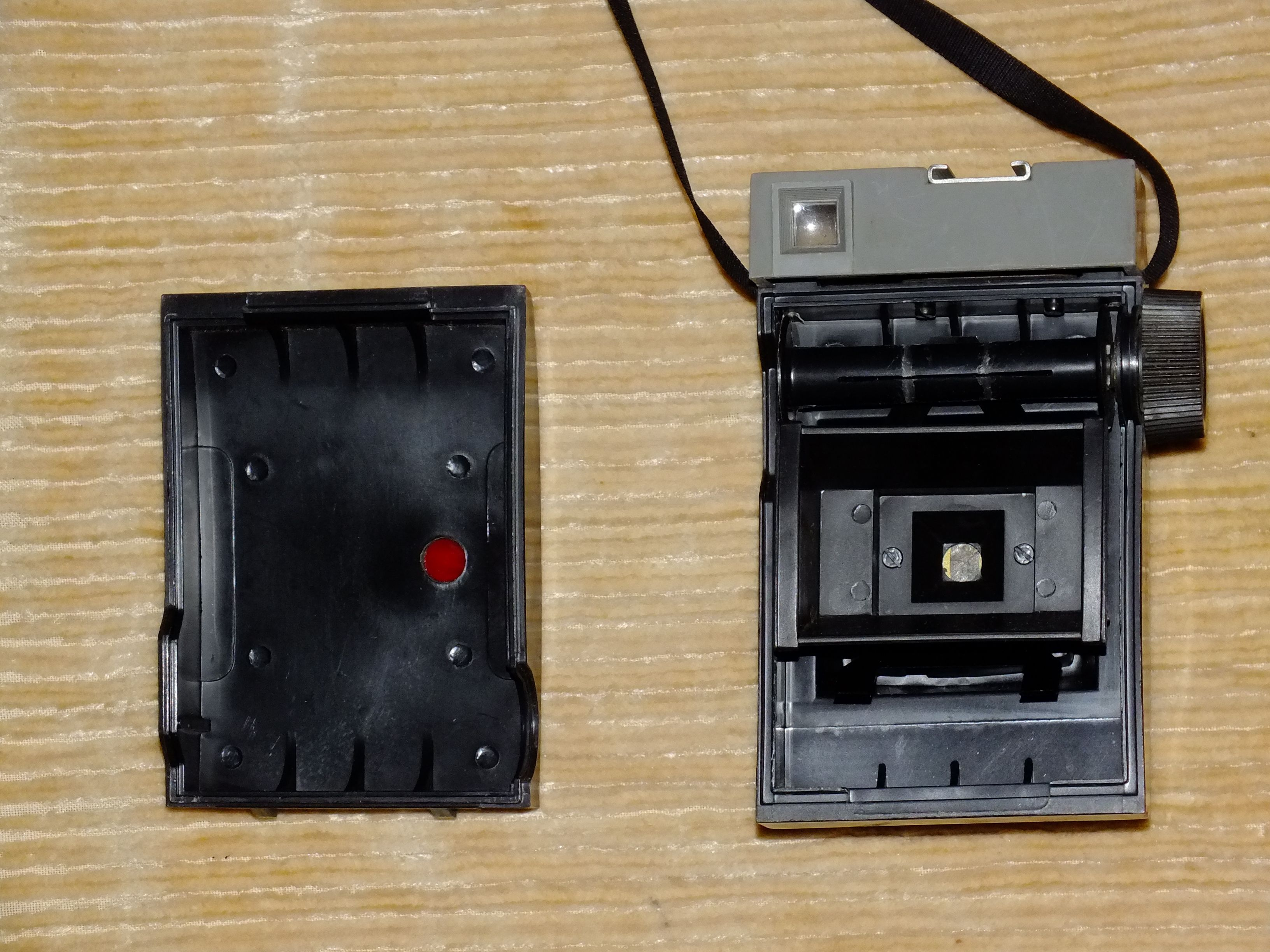
Задняя стенка снята.
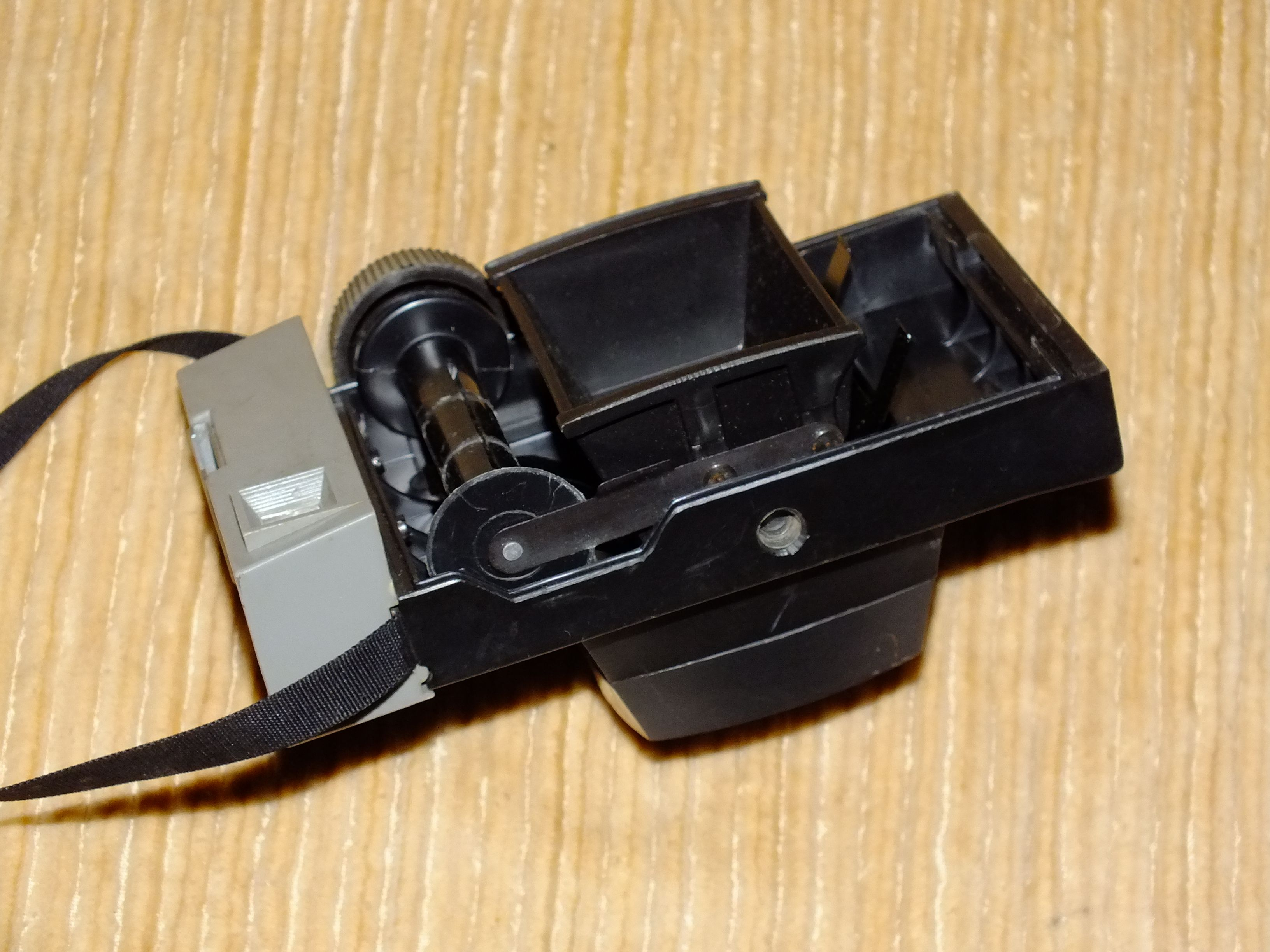
Без задней стенки.